# Karma (Niger)
 (juin 2023).
Si vous disposez d'ouvrages ou d'articles de référence ou si vous connaissez des sites web de qualité traitant du thème abordé ici, merci de compléter l'article en donnant les références utiles à sa vérifiabilité et en les liant à la section « Notes et références ».
Karma est une ville et une commune rurale du sud-ouest du Niger. 

## Géographie
La commune est limitrophe de la ville de Niamey au sud-ouest. 
| Kourtèye | Kourtèye   | Simiri     |
| Namaro   | Karam      | Hamdallaye |
| Namaro   | Bitinkodji | Niamey     |

## Villages
Outre Karma elle-même, la commune compte divers autres villages et hameaux, comme Boubon, village connu pour son marché hebdomadaire animé le mercredi et les poteries colorées qui y sont produites. 
La commune rencontre des problèmes d'alimentation en eau à certaines périodes de l'année.